# Korektor překlepů
Korektor překlepů je program nebo funkce programu (kontrola pravopisu) pro vyhledávání (a případně opravu) překlepů v textu. Často bývá vestavěna do programů nebo služeb jako textové procesory, programy pro elektronickou poštu, elektronické slovníky nebo webové vyhledávače. Korektor překlepů může zvýrazňovat chybná slova v textu nebo postupně vyhledávat chybná slova a interaktivně v uživatelském rozhraní nabízet uživateli blízká slova a nechat jej vybírat z nabízených oprav, schválit neznámé slovo jako správné nebo slovo upravit.

## Popis
Funkčnost korektorů překlepů je omezená, protože obvykle pracují s jednotlivými slovy. Silnějším nástrojem jsou gramatické korektory, které jsou schopné upozornit na slovní tvary, které jsou sice správné, ale nejsou správně použity (v češtině například použití nesprávných koncovek ve slovech po předložkách nebo u shodných přívlastků, což jsou chyby, které často vznikají při úpravách textu).